# Tratado de Paris (1815)
O Tratado de Paris de 1815 foi assinado em 20 de novembro de 1815, após a derrota do exército francês liderado por Napoleão Bonaparte na Batalha de Waterloo.
Após o período dos Cem Dias que seguiu a evasão de Napoleão da Ilha de Elba, este tratado foi mais severo que o Tratado de 1814, negociado por Talleyrand, dado o recente apoio popular a Napoleão na França: a França foi reduzida a suas fronteiras de 1790 — ela perdia as conquistas territoriais dos exércitos revolucionários de 1790-92, que o tratado anterior permitia à França manter — e devia pagar 700 milhões de francos de indenizações, além de manter a seus custos um exército de ocupação de 150 000 soldados nos territórios fronteiriços do país por um período máximo de cinco anos.
Enquanto que alguns aliados, e particularmente a Prússia, exigiam inicialmente que a França abandonasse uma parte importante de seu território a leste, a rivalidade entre as potências vencedoras e o desejo geral de garantir a restauração dos Bourbon tornaram a paz menos onerosa do que ela poderia ter sido. Desta vez, a França não fazia parte dos signatários: o tratado foi assinado pelo Reino Unido, Áustria, Rússia e Prússia.